# Warcraft III: Reign of Chaos
Warcraft III: Reign Of Chaos (у слободном преводу Владавина хаоса) је стратегија у реалном времену коју је издао Близард 2002. године. Игра наставља свог претходника Warcraft II: Beyond the Dark Portal и трећа је у Warcraft универзуму, а у низу игара Warcraft серије је прва која користи 3Д графику.
Наставак игре Warcraft III: The Frozen Throne, објављен је у јулу 2003. Радња игре одвија се неколико година након догађаја у Warcraft II. Прича игре за центар има покушаје Burning Legion (слоб. прев. Ватрена Легија или Горећа Легија) да освоји измишљени свет Азерота уз помоћ војске немртвих, коју предводи пали паладин Артас Менетил. Прича игре прати заједничке напоре Алијансе људи, Орки и Ноћних вилењака да зауставе Легију, пре него што уништи Светско дрво, које је кључно за опстанак живот света у игри.
У игри, као и у многим стратегијама у реалном времену (РТС), играчи прикупљају ресурсе, обучавају појединачне јединице и хероје и граде базе како би постигли различите циљеве (у режиму за једног играча) или победили непријатеља. Четири фракције у игри су: Људи, Орци (обе су се појавиле у претходним играма) и две нове фракције: Ноћни вилењаци и Немртви. Warcraft III у кампањи за једног играча, слично StarCraft-у, представља причу једне расе кроз различите мисије, од чега су мисије при крају кампање теже од почетних. Играчи такође могу да играју мечеве против других играча — користећи локално умрежавање (ЛАН) или латформу Battle.net.
Након што је 1996. године објављен Warcraft II: Beyond the Dark Portal, тада последњи наставак у саги, Blizzard је започео развој игре под називом Warcraft Adventures: Lord of the Clans, која је требало да настави причу. Lord of the Clans је отказан и компанија је преусмерила рад запослених на Warcraft III 1998. године, што је представљено јавности на European Computer Trade Show у септембру 1999. године. Дизајн и играње игре су значајно измењени током развоја, при чему је коначна игра имала мало сличности са првобитно представљеном верзијом.
Игра је добила признање критичара, који су похвалили презентацију игре и могућност играња за више играча. Сматра се утицајним примером видео игара РТС-а и једном од најбољих видео игара икада направљених.Warcraft III је била комерцијално успешна. продано је 4,4 милиона игара у продавницама малопродаје, продавши преко милион у року од месец дана. Модификације видео игре направљене коришћењем World Editor-а, као што је Defense of the Ancients, довеле су до трајних промена и инспирисале многе будуће игре. Blizzard је 2020. објавио ремастеровану верзију игре Warcraft III и експанзије The Frozen Throne, под називом Warcraft III: Reforged.

## Игра
Начин играња игрице Warcraft III се видно разликује од њених претходника. Кампање имају пуно секвенци везаних за причу, док играч такође може и да игра појединачне игре у којима је потребно победити непријатеље (као у ранијим Warcraft играма). Режим за више играча омгућава играње против људских противника уместо против рачунарски вођених.

### Основи играња
Игра се одвија на мапи различите величине, као што су велике равнице и поља, са географским карактеристикама терена као што су реке, планине, мора или литице. Мапа је у почетку неоткривена и играч открива делове мапе кроз истраживање. Током игре, играчи морају да оснују насеља да би стекли ресурсе, бранили се од других и обучавали борбене јединице у зградама, да истражују мапу и да се боре против компјутерски контролисаних непријатеља. Постоје три главна ресурса којима се управља у Warcraft III: злато, дрво и храна. Злато и дрво су потребни за изградњу јединица и зграда, док храна ограничава максималан број јединица које се могу поседовати истовремено. Поред тога, производња јединица преко одређених броја ће смањити количину злата која се може зарадити, приморавајући играче да се фокусирају на игру са ограниченим бројем јединица како би избегли смањен приход.
У прошлим Warcraft играма, постојале су само две расе за играње, Орци и Људи. Разлике између те две расе су биле чисто козметичке: свака јединица Људи је имала свој еквивалент код Орака. У игри Warcraft III су додате још две расе: Немртви и Ноћни Вилењаци. Такође, разлике међу расама су драстично повећане, тако да свака раса има своје предности и мане. На пример, Људи и Орци су јачи током дана док Ноћни Вилењаци ноћу постају невидљиви. Грађевине за различите расе се такође знатно разликују. Људи имају фарме, јефтине грађевине које обезбеђују мање хране од одговарајућих (скупљих) грађевина осталих раса. Код Орака су то „јазбине“, скупље и спорије за изградњу, али доносе више хране и могућност да радници Орка нападају непријатеље стрелама из њих. Немртви имају „Зигурате“, које могу да се надограде у одбрамбене куле. Коначно, Ноћни Вилењаци имају „Месечеве бунаре“, који се могу користити за обнављање снаге и мане пријатељских јединица.
У игри Warcraft III су додате и моћне јединице - хероји. За сваког убијеног непријатеља, хероји добијају поене искуства, напредујући и добијајући нове магије, што уводи елементе RPG игара. Поједини хероји поседују ауре - магије које имају трајни ефекат на све јединице у њиховом окружењу. Хероји могу да носе са собом „артикле“, који им повећавају вештине, штит и друге особине. Највиши ниво који херој може да достигне на нормалној мапи је десети, али је у прилагођеним мапама могуће повећати максимални ниво и до 10.000. На шестом нивоу, херој може да научи своју „ултимативн“у магију, која је јача од његових осталих магија. Хероји могу и да користе продавнице артикала и да унајмљују најамнике из кампова који се често налазе на мапама. Иако су хероји оригинално направљени у прошлој игри, Warcraft III умногоме повећава њихову улогу, коришћење и снагу. У прошлој игри, хероји су постојали само у кампањи, док сада постоје и у кампањама и у обичним играма. У претходном делу (Warcraft II) хероји су били само појачане верзије обичних јединица, са мало јачим оклопом и другим карактеристикама, или понекад са слабијим карактеристикама (на пример Гул'Дан). Warcraft III има хероје који су много јачи од обичних јединица. Такође, у кампањи, када херој умре, мисија је аутоматски неуспела, што је наводило играче да једноставно не користе хероја у борби, већ да га оставе на сгрурном. Иако је и сада то случај у мањем броју мисија (већином оних у којима не треба градити базу), играчи могу да праве „олтаре“ уз помоћ којих могу да врате своје хероје из мртвих.
Игра уводи нове јединице за сваку расу и неутралне банде, такозване „крипове“ (жаргонски назив, настао од енглеског назива: енгл. creeps), рачунарски контролисане јединице које су непријатељске свим играчима. Крипови чувају кључне локације на мапи као што су рудници или неутралне зграде. Када их убије, играч добија искуство и често неки артикал за хероја.
Warcraft III такође уводи и смену дана и ноћи. Осим естетског изгледа, смена дана и ноћи даје поједине предности/мане појединим расама. Ноћу већина крипова спава, па је ноћ безбеднија за истраживање мапе. Међутим, ноћу се такође смањује и видокруг већини јединица (осим код ноћних вилењака, који то могу спречити одговарајућом надоградњом). 3Д терен такође има улогу у прецизности гађања: јединице на висини имају бољи поглед и боље гађају од оних на нижем терену.

### Кампања
Кампањски режим игре Warcraft III је подељен на четири кампање, свака са по једном расом, које су подељене на поглавља. За разлику од прошлих Близардових игара, играчи не добијају упутство на почетку мисије у којима им се назначава радња и задаци. Warcraft III користи систем „бесмислених потрага“. Један део радње се дешава у повременим филмовима у игри, али се већина дешава у сценама у току игре. Задаци, познати као потраге, се откривају играчу за време играња. Главне потраге су оне које играч мора да испуни да би прешао у следеће поглавље, али постоје и опционе потраге које могу да се испуњавају упоредо са главним.
За време кампања, играч контролише једног или више хероја, који полако напредују у току кампање. Искуство које зараде за време једног поглавља се преноси у следеће мисије, и на тај начин хероји напредују током целе кампање.
Иако су кампање различите за сваку расу, постоји шаблон у њима. Прво поглавље у кампањи показује играчу особености хероја и расе коју води. Други ниво уводи изградњу базе (осим у случају Ноћних Вилењака, где је то први ниво). У свакој кампањи последњи ниво је „епска битка“.

### Режим за више играча
Режим за више играча се разликује од кампањског режима. У редовним играма, играчи сами бирају хероја чија смрт не завршава игру. Задатак сваког играча је да уништи све зграде свог противника. Да би игра текла брже, мапа у режиму за више играча је покривена Маглом рата уместо Црном маском. Warcraft III омогућава и да игре буду снимљене и касније прегледане из перспективе било којег играча. Warcraft III користи Battle.net мрежу за режим за више играча, као и раније Близардове игре.

## Прича

### Свет
Прича у игри Warcraft III се дешава у измишљеном свету по имену Азероф, који је подељен на три континента: Источна краљевства, Каламдор и ледом покривени Норфренд. Више година пре догађаја из игре, армија демона под именом Burning Legion (слоб. прев. Ватрена Легија или Горећа Легија) је у покушају да уништи Азероф покварила расу Оркова демонском енергијом, што је довело до тога да Орци буду крвожедни и ратоборни и да након рата са Дренајима (што се открива у World of Warcraft: The Burning Crusade), кланови међусобно почну да ратују. Зато су орковски вешци отворили портал, након што је вештац Гулдан сазнао за Азероф од људског чаробњака Медива, и почели његову инвазију. Након много година борбе, савез људи, патуљака и вилењака, познат као Алијанса, је победио Орке. Преостали Орци су се поделили у кланове и изгубили жељу за борбом. Без заједничког непријатеља, Алијанса се распала, и уследео је период мира. Догађаји из игре Warcraft III се догађају неколико година после догађаја из игре Warcraft II.

### Главни ликови
У тренинг-кампањи  (слоб. прев. Одлазак Хорде), играч преузима улогу Трала, младог орковског војсковође, који води своју војску преко океана у Калимдор. Касније у причи, Трал се поново појављује, заједно са својом десном руком - Громом Хелскримом, када Орци стигну у Каламдор. У кампањи  (слоб. прев. Пошаст Лордoрaна), играч контролише Арфеса Менефила, младог принца и паладина који се удружује са Ђином Проудмор у покушају да истраже мистериозну кугу коју је произвео мрачни култиста Келтузад. Арфес касније губи своја осећања и постаје вођа немртвих, заједно са васкрслим Келтузадом као саветником. У Каламдору, висока свештеница Тиранда Виспервинд и друид Малфјурион Стормрејџ воде Ноћне Вилењаке против демонских сила Ватрене Легије. Иако првобитно не верују једни другима, Људи и Орци на крају удружују снаге против Ватрене Легије, а касније им се придружују и Ноћни Вилењаци.

### Заплет
На почетку игре, док се сукобљавају људска бића и орци појављује се нова раса, немртви. Три Господара патње (Џредлорди) стварају Нафрозимски пакт, чији је циљ да створе рај за живе мртваце на земљи и униште друге расе. У супротном, господара патње ће убити Аркaмонд, врховни командант немртве расе. Касније се немртвима придружује Арфес, човек и некадашњи принц људске расе. Арфес је убио свог оца због тога што га је излудео мач Фростморн који му је био потребан како би убио Малганаса, господара патње који није био члан Нафрозимског пакта. Нафрозимски пакт касније одлучује, након што искористи Арфеса, да га убију, али је било прекасно јер је Арфес постао превише моћан. Арфесу помаже Лич Келтузад којег је убио када је још био принц људске расе, али га је касније оживео. Игра се завршава када мистериозни човек који мења облике уједињује орке, ноћне вилењаке и људе у борби против Аркамонда и немртве расе.

## Расе
У игри постоје четири расе. Свака од њих има предности у ратовању и др.

### Људи
Ова раса може градити свуда све грађевине, а за већи број војника потребне су куће. Међу херојима је и Паладин. Основни војник расе је оклопник. Грађење грађевина, прикупљање ресурса и дрва врши грађанин који се уколико дође до узбуне (коју изазивате кликом на центар вашег града) претвара у војника и ратује, а када заврши рат поново се претвара у грађанина и враћа се да настави свој посао.

### Оркови
Оркови имају зелену кожу. Основни војник им је Орковски Ратник. Један од хероја расе је Трал, који је и вођа расе. Оркови су једно време заражени по наређењу Траловог пријатеља у циљу одбране од расе ноћних вилењака. Граде све грађевине на земљи, а гради их Пеон. На неким грађевинама налазе се костурске главе које оркови користе да би застрашили своје непријатеље. Постоји додатак за грађевине оркова који омогућава стварање бодљи и сви непријатељи који приђу вашим грађевинама уколико ударају из близине се убадају у ваше грађевине док их ударају и тако себи троше енергију.

### Немртви
Ова раса може градити грађевине само на „болесној земљи“. Основни војник расе је гул. Хероји су: Немртви витез, Дреадлорд и Некромант (лич). Прикупљач дрва је и основни војник, гул који прикупља одједном и до 20 дрва. Некроманти могу да оживе мртве. Да би имали већи број ратника морају градити зигурате. Снага немртвих је у њиховом масивном броју.

### Ноћни вилењаци
Мистериозна раса која најбоље ратује по ноћи, а непријатељи су јој сви који уништавају природу и дрвеће, због чега је заратовала неко време са орцима и људским бићима. Ова раса такође прикупља дрвеће, али при прикупљању их не уништава већ их са Духовима природе, који су градитељи и прикупљачи ове расе, обмота и на мистериозан начин брзо прикупи велике количине дрвећа не уништавајући ниједно.
Основни војник расе је Стрелац. Ова раса има најмоћније бацаче магија. Све грађевине граде Духови природе на земљи. Већина грађевина је грађена од чудне врсте дрвећа која могу да се премештају.
Ноћни вилењаци имају следеће одреде:Стрелца, Ловца, Балисту, Дриаду, Друида канџе, Хипогрифа, Друида крила, и Химеру.
Ноћни вилењаци су изузетно брзи те имају шансу да избегну непријатељске нападе. Отпорни су на магију природе.